# Circaetus
Circaetus – rodzaj ptaków z podrodziny jastrzębi (Accipitrinae) w obrębie rodziny jastrzębiowatych (Accipitridae).

## Rozmieszczenie geograficzne
Rodzaj obejmuje gatunki występujące w Eurazji i Afryce.

## Morfologia
Długość ciała 50–78 cm, rozpiętość skrzydeł 94–188 cm; masa ciała 908–2500 g (samice są nieco większe i cięższe od samców).

## Systematyka
Rodzaj zdefiniował w 1816 roku francuski ornitolog Louis Pierre Vieillot w publikacji własnego autorstwa poświęconej naukom ornitologicznym. Gatunkiem typowym jest (oznaczenie monotypowe) gadożer zwyczajny (C. gallicus).

### Etymologia
- Circaetus (Circaetos, Circaetes, Circaeetus): gr. κιρκος kirkos ‘jakiś rodzaj jastrzębia’, tu powiązany z błotniakiem; αετος aetos‘orzeł’[10].
- Senex: łac. senex, senis ‘starsza osoba’ (tj. ‘marudny, białowłosy’)[11].
- Dryotriorchis: gr. δρυς drus, δρυος druos ‘drzewo’; τριορχης triorkhēs ‘jastrząb, myszołów’, od τρεις treis, τρια tria ‘trzy’; ορχις orkhis ‘jądro’[12]. Gatunek typowy (oryginalne oznaczenie): Astur spectabilis Schlegel, 1863.
- Melanaetus: gr. μελαναετος melanaetos ‘czarny orzeł’ (możliwe że stworzenie mityczne), od μελας melas, μελανος melanos ‘czarny’; αετος aetos ‘orzeł’[13]. Gatunek typowy (oznaczenie monotypowe): Circaetus cinereus Vieillot, 1818.
- Smithaetus: Sir Andrew Smith (1797–1872), szkocki zoolog, etnolog, podróżnik po Afryce Południowej; gr. αετος aetos ‘orzeł’[14]. Gatunek typowy (oznaczenie monotypowe): Circaetus pectoralis A. Smith, 1829.

### Podział systematyczny
Do rodzaju należą następujące gatunki:
- Circaetus cinerascens J.W. von Müller, 1851 – gadożer białopręgi
- Circaetus fasciolatus Kaup, 1847 – gadożer krótkoskrzydły
- Circaetus spectabilis (Schlegel, 1863) – gadożer kongijski
- Circaetus beaudouini J. Verreaux & Des Murs, 1862 – gadożer prążkowany
- Circaetus pectoralis A. Smith, 1829 – gadożer białobrzuchy
- Circaetus cinereus Vieillot, 1818 – gadożer brunatny
- Circaetus gallicus (J.F. Gmelin, 1788) – gadożer zwyczajny

Opisano również dwa gatunki kopalne, znane ze skamieniałości odkrytych w Bułgarii:
- Circaetus rhodopensis Boew, 2012 (miocen)[16]
- Circaetus haemusensis Boew, 2015 (plejstocen)[17]